# Arremon kuehnerii
Arremon kuehnerii — вид горобцеподібних птахів родини Passerellidae. Отримав назву на честь Карла Кюхнера, члена ради директорів Служби рибних ресурсів та дикої природи США. Ендемік Мексики, мешкає в хмарних лісах Південної Сьєрра-Мадре в штаті Герреро. Фенотип птаха ідентичний каштаноголовому заросляку (Arremon brunneinucha). Однак генетичні відмінності в мітохондріальній ДНК вказують на те, що хоча зовні птах нагадує каштаноголового заросляка, генетично він блтжчий до мексиканського заросляка (Arremon virenticeps), іншого ендеміка Мексики.
Міжнародна спілка орнітологів досі не визнала Arremon kuehnerii окремим видом, однак вказала на те, що таксономія підвида Arremon brunneinucha suttoni потребує уточнення.